# Stora Mellby
Stora Mellby is een plaats in de gemeente Alingsås in het landschap Västergötland en de provincie Västra Götalands län in Zweden. De plaats heeft 305 inwoners (2005) en een oppervlakte van 54 hectare.

## Verkeer en vervoer
Bij de plaats loopt de Länsväg 190.